# Wincenty Bednarek (prawnik)
Wincenty Bednarek (ur. 6 marca 1936 w Rawie Mazowieckiej, zm. 24 października 2016) – polski specjalista nauk prawnych i wojskowych, doktor habilitowany nauk społecznych w zakresie nauk o bezpieczeństwie.

## Życiorys
Liceum ukończył w rodzinnej Rawie Mazowieckiej, w 1960 uzyskał dyplom magistra prawa na Wydziale Prawa Uniwersytetu Jagiellońskiego. W 1972 uzyskał stopień doktora nauk prawnych w zakresie prawa na Wydziale Prawa i Administracji Uniwersytetu Śląskiego w Katowicach na podstawie rozprawy Kryminologiczne i kryminalistyczne aspekty rozbojów na Opolszczyźnie, przygotowanej pod kierunkiem prof. Tadeusza Hanauska. Był wykładowcą (na stanowisku adiunkta) w Akademii Spraw Wewnętrznych w Warszawie, kierował Zakładem Prewencji w Instytucie Porządku Publicznego, następnie Zakładem Organizacji i Zarządzania. W kwietniu 1990 uzyskał stopień doktora habilitowanego nauk społecznych w zakresie nauk o bezpieczeństwie na Wydziale Wojsk Lądowych Akademii Sztabu Generalnego im. gen. Broni Karola Świerczewskiego (rozprawa Organizacja i funkcjonowanie policji państw kapitalistycznych w systemie obrony kraju, ochrony bezpieczeństwa i porządku publicznego).
Po utworzeniu Wyższej Szkoły Policji w Szczytnie i jej ośrodka zamiejscowego — Instytutu Nauk Policyjnych w Legionowie (1990), został mianowany profesorem nadzwyczajnym. Objął funkcję kierownika Zakładu Prawa Policyjnego w Instytucie oraz zastępcy dyrektora Instytutu. Pozostawał do 2004 profesorem w Zakładzie Służby Prewencyjnej WSPol. (także po likwidacji Instytutu Nauk Policyjnych), po przejściu w stan spoczynku w 1994 jako pracownik cywilny, a w maju 1997 podjął pracę (także jako profesor nadzwyczajny) w Instytucie Prawa i Administracji Wyższej Szkoły Pedagogicznej w Olsztynie. W listopadzie 1997 objął kierownictwo Zakładu Prawa Administracyjnego, a w 1999 stanął na czele Instytutu Prawa i Administracji. W tym samym czasie Instytut kierowany przez prof. Bednarka wszedł w skład Wydziału Zarządzania i Administracji nowo powstałego Uniwersytetu Warmińsko-Mazurskiego. W 2001 utworzony został Wydział Prawa i Administracji UWM, na którym w latach 2001–2005 Bednarek pełnił funkcję prodziekana ds. dydaktycznych. Kierował też Katedrą Prawa Administracyjnego i Nauki o Administracji. Przeszedł na emeryturę w 2006. Współpracował też z prywatnymi szkołami wyższymi, był profesorem  Wyższej Szkoły Nauk Społecznych im. ks. J. Majki w Mińsku Mazowieckim i Wyższej Szkoły Gospodarki Euroregionalnej im. Alcide De Gasperi w Józefowie, a w latach 2007–2013 rektorem tejże uczelni. Był wiceprzewodniczącym Komisji Dyscyplinarnej przy Radzie Głównej Szkolnictwa Wyższego.
Zainteresowania naukowe Wincentego Bednarka obejmowały nauki prawnokarne, nauki administracyjne i nauki policyjne, a szczególnie takie zagadnienia, jak profilaktyka zapobiegania przestępczości, ochrona bezpieczeństwa i porządku publicznego (w tym w kontekście ruchu turystycznego), organizacyjno-prawne aspekty funkcjonowania policji w Polsce i na świecie, ustrój specjalnych organów administracji publicznej, zasady odpowiedzialności karnej skarbowej. Ogłosił około stu publikacji, w tym książkowe: Ochrona bezpieczeństwa i porządku publicznego na wodach, kolejach i w ruchu turystycznym (Warszawa 1975), Ruch turystyczny a bezpieczeństwo i porządek publiczny (Warszawa 1976), Przestępczość związana z turystyką (Warszawa 1982), Organizacja i funkcjonowanie policji państw kapitalistycznych w systemie obrony kraju, ochrony bezpieczeństwa i porządku publicznego (Warszawa 1989), Podstawowe instytucje prawa karnego skarbowego (Olsztyn 2001, z Jarosławem Dobkowskim i Zbigniewem Kopaczem). Był redaktorem i współredaktorem prac zbiorowych, m.in. Organizacja działalności prewencyjnej Milicji Obywatelskiej (Warszawa 1987), Wybrane zagadnienia administracyjnego prawa materialnego (Olsztyn 2000), Prawne i administracyjne aspekty bezpieczeństwa osób i porządku publicznego w okresie transformacji ustrojowo-gospodarczej (Olsztyn 2000, ze Stanisławem Pikulskim), Prawo administracyjne. Podstawowe instytucje w świetle źródeł prawa, doktryny i orzecznictwa (Olsztyn 2002), Wybrane problemy prawa publicznego i administracji (Olsztyn 2004, z Jarosławem Dobkowskim). Szereg rozpraw ogłosił w opracowaniach zbiorowych, materiałach konferencyjnych lub periodykach ("Służba MO", "Zeszyty Naukowe Akademii Spraw Wewnętrznych", "Gazeta Policyjna", "Problemy Współczesnej Kryminalistyki"). Był członkiem komitetów redakcyjnych kwartalnika "Przegląd Policyjny" i wydawnictwa Wydziału Prawa i Administracji UWM "Studia Prawnoustrojowe". Opracował przewodniki dydaktyczne do nauki o administracji oraz nauki prawa i postępowania karnego skarbowego (2004). W 1996 brał udział w pracach eksperckich nad ustawą o Żandarmerii Narodowej.
Bronisław Młodziejowski uznaje Wincentego Bednarka za badacza, który wprowadził w Polsce termin "prawo policyjne".
Wincenty Bednarek był promotorem jednego doktora, recenzował prace doktorskie i habilitacyjne. Pod jego kierunkiem powstało także kilkaset prac dyplomowych z zakresu prawa, administracji, bezpieczeństwa i porządku publicznego. Należał do Polskiego Towarzystwa Kryminalistycznego (był członkiem Zarządu Głównego i Rady Naukowej), Towarzystwa Policystycznego w Olsztynie, Międzynarodowego Stowarzyszenia Policji IPA.
W 1986 został odznaczony Krzyżem Kawalerskim Orderu Odrodzenia Polski; posiadał odznaczenia resortowe, był laureatem nagród rektorskich i adresatem listów gratulacyjnych Ministra Spraw Wewnętrznych. Olsztyńskie środowisko naukowe honorowało go dwukrotnie księgami pamiątkowymi – Przemiany doktrynalne i systemowe prawa publicznego. Studia dedykowane Profesorowi Wincentemu Bednarkowi (pod redakcją Stanisława Pikulskiego, Wiesława Pływaczewskiego i Jarosława Dobkowskiego, Olsztyn 2002; z okazji 30-lecia pracy naukowej i dydaktycznej) oraz Prawo, administracja, policja. Księga pamiątkowa Profesora Wincentego Bednarka (pod redakcją Jarosława Dobkowskiego, Olsztyn 2006; z okazji 70-lecia urodzin).
Spoczywa na cmentarzu w Rawie Mazowieckiej.

## Źródła
- Słownik biograficzny profesorów Uniwersytetu Warmińsko-Mazurskiego w Olsztynie (opracował zespół autorski Maria Fafińska i inni), wydanie drugie, Olsztyn 2009, s. 16–17 (z fotografią).
- Słowo o Jubilacie, w: Prawo, administracja, policja. Księga pamiątkowa Profesora Wincentego Bednarka (pod redakcją Jarosława Dobkowskiego), Olsztyn 2006, s. 9–11.
- Ważniejsze prace naukowe i dydaktyczne prof. Wincentego Bednarka, w: Prawo, administracja, policja. Księga pamiątkowa Profesora Wincentego Bednarka (pod redakcją Jarosława Dobkowskiego), Olsztyn 2006, s. 12–16.